# Xã Atkinson, Quận Holt, Nebraska
Xã Atkinson (tiếng Anh: Atkinson Township) là một xã thuộc quận Holt, tiểu bang Nebraska, Hoa Kỳ. Năm 2010, dân số của xã này là 1.687 người.